# Rhagoduna
Rhagoduna es un género de arácnido  del orden Solifugae de la familia Rhagodidae.

## Especies
Las especies de este género son:
- Rhagoduna deserticola Roewer, 1941
- Rhagoduna kambyses Roewer, 1933
- Rhagoduna nocturna Roewer, 1933
- Rhagoduna puccionii (Caporiacco, 1927)